# Macaranga tanarius
Macaranga tanarius är en törelväxtart som först beskrevs av Carl von Linné, och fick sitt nu gällande namn av Johannes Müller Argoviensis. Macaranga tanarius ingår i släktet Macaranga och familjen törelväxter. Inga underarter finns listade i Catalogue of Life.

## Bildgalleri

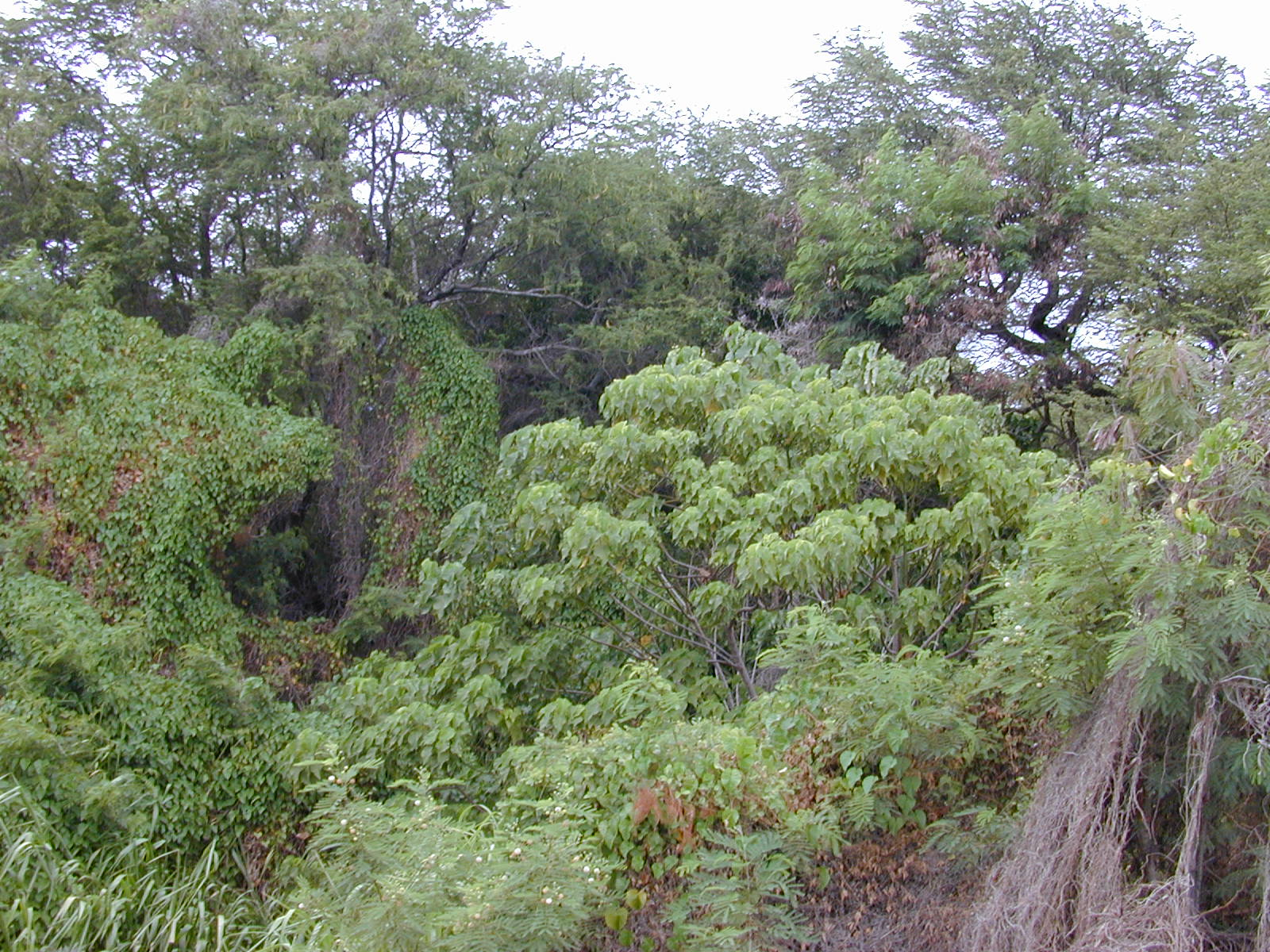
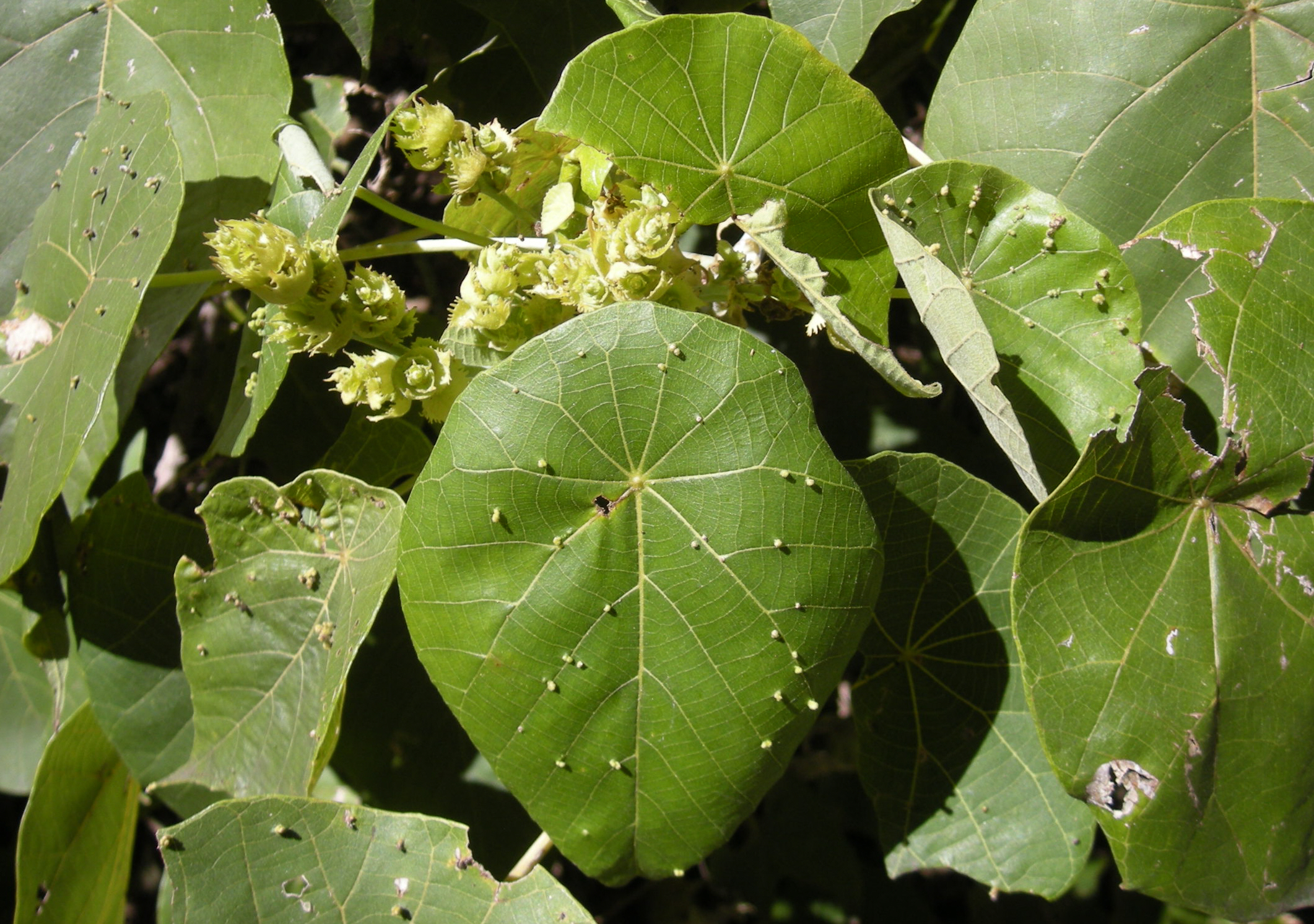
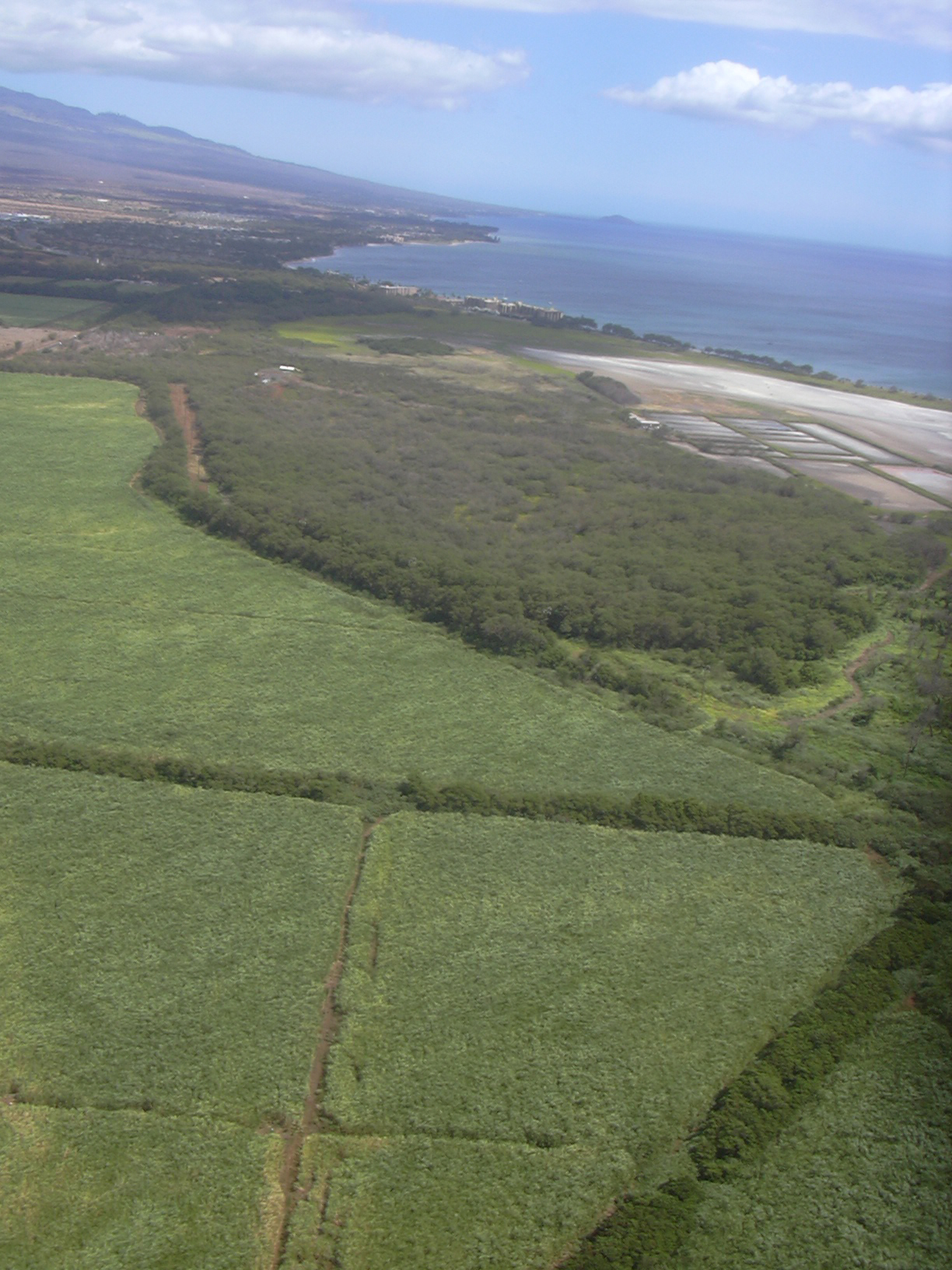
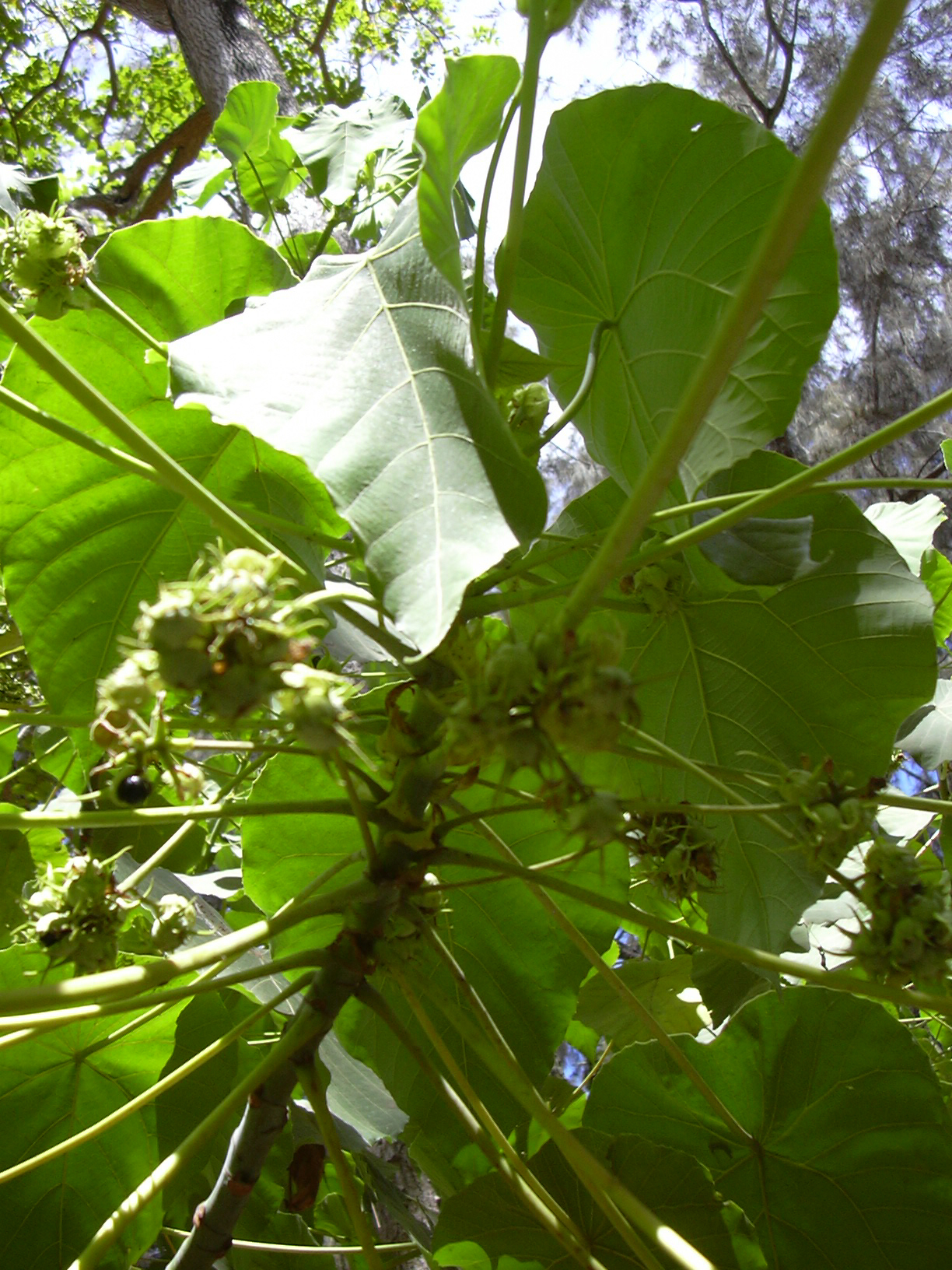
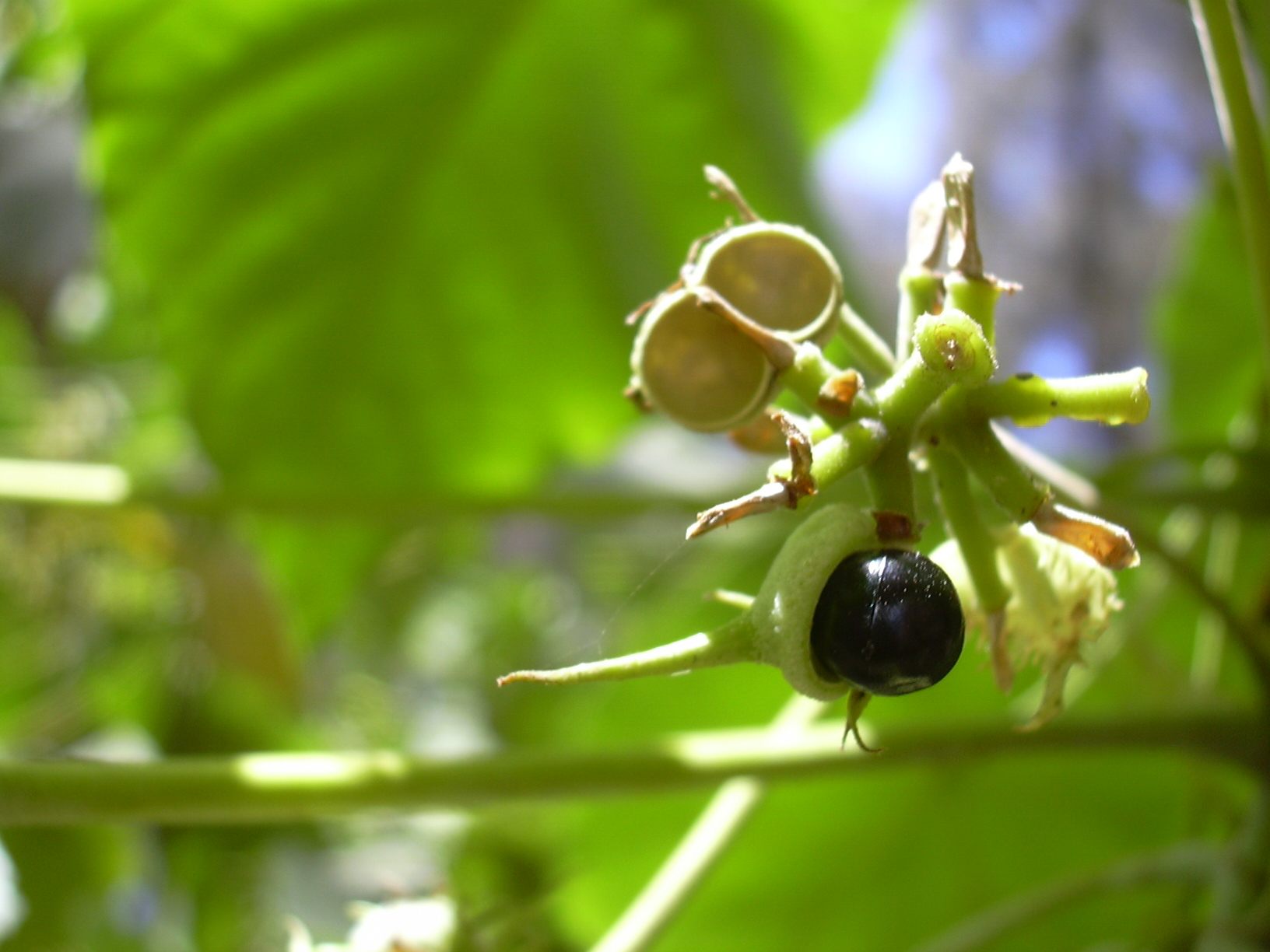
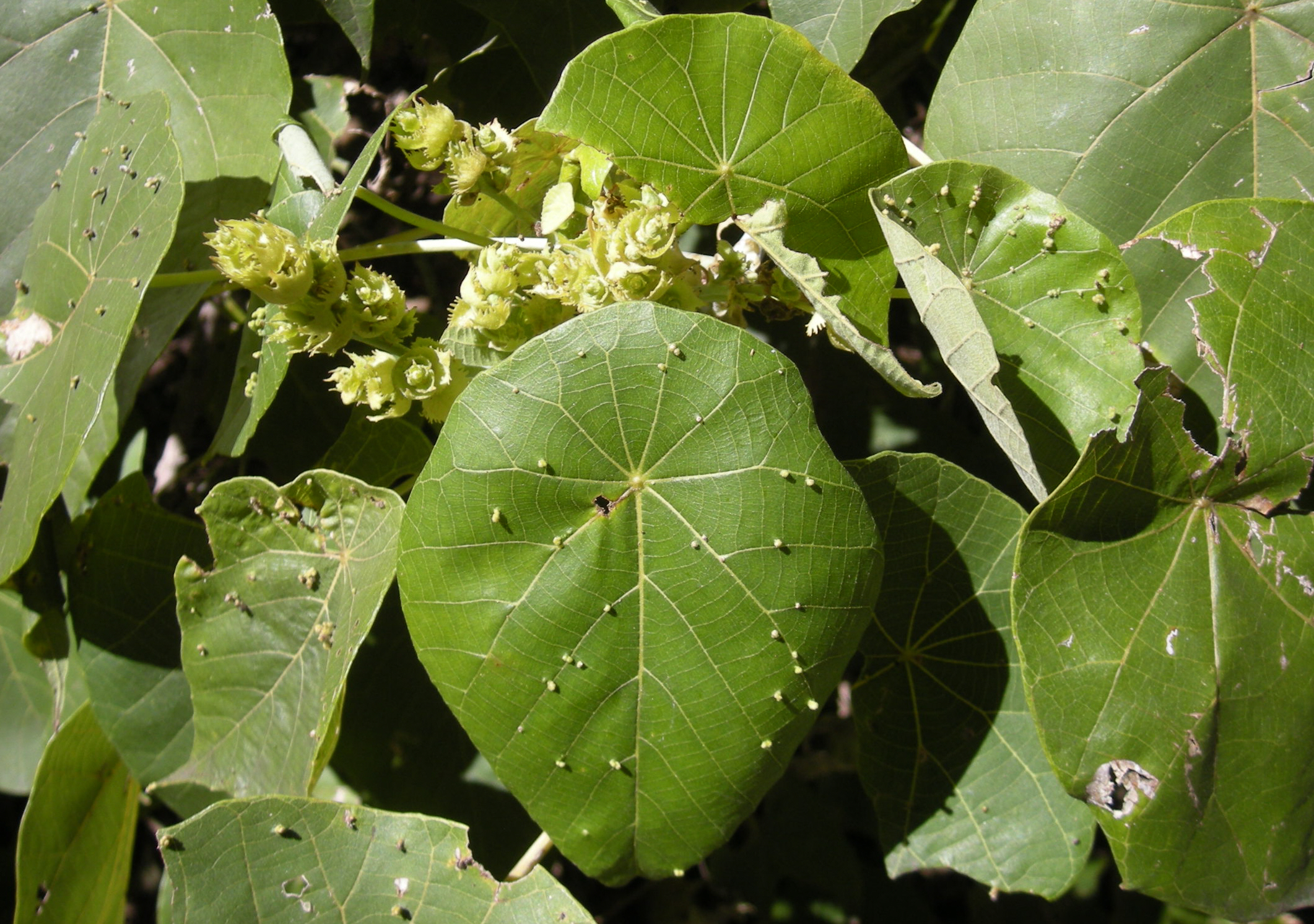